# Emmy Belinfante-Belinfante
Emilie ‘Emmy’ Belinfante-Belinfante (Amsterdam, 23 maart 1875 - Theresienstadt, 25 september 1944) was een Nederlands schrijfster. Zij was in de periode tussen de Eerste en Tweede Wereldoorlog een bekende schrijfster van jeugdboeken; daarnaast was ze actief als journalist en recensent.
Zij was bevriend met de Nederlandse schrijfster Cissy van Marxveldt, met wie ze ook samen een boek schreef. Zij wordt soms verward met haar nicht en naamgenote, de feministe en journaliste Emilie Josephine Belinfante.

## Biografie
Emmy Belinfante was de dochter van de musicus Aron Haim (Anton) Belinfante en zijn vrouw Esther Cohen Belinfante. De liberaal joodse familie Belinfante was eind 19e en begin 20e eeuw prominent in het culturele leven van Nederland, zowel in de muziek als in de journalistiek. De journaliste en feministe Emilie Josephine Belinfante, eveneens Emmy genoemd, was haar nicht; de beiden worden vaak met elkaar verward. Ook de dirigente en verzetsstrijder Frieda Belinfante was een nicht.
Zij trouwde op 30 april 1903 met haar neef Raphaël Cohen Belinfante, later de directeur van het Amstel Hotel in Amsterdam. Het echtpaar had twee kinderen. Belinfante schreef artikelen, verhalen en recensies voor een groot aantal tijdschriften en kranten, zoals De Hollandsche Revue, Hollandsch Maandblad, Algemeen Handelsblad, Contact, Nova en Nederland en had een radiorubriek bij de AVRO. Zij was echter het bekendst als schrijfster van kinderboeken. Haar eerste boek verscheen in 1919; ze publiceerde in totaal veertien titels. In het tijdschrift De Hollandsche Revue schreef Belinfante een vaste rubriek ‘Dames-Kroniek’ over werkende vrouwen. Voor deze rubriek interviewde ze In 1928 Cissy van Marxveldt. De twee schrijfsters raakten bevriend en publiceerden in 1930 samen het boek Confetti. In dit boek staan verhalen en gedichten van beide schrijfsters, die ook allebei een korte autobiografie hadden geschreven.
Tijdens de Duitse bezetting van Nederland weigerde het echtpaar Belinfante de kans om naar Cuba uit te wijken. Zij werden in 1944 gedeporteerd naar het concentratiekamp Theresienstadt, waar Belinfante op 25 september 1944 stierf. Ook haar man en haar zoon en zijn gezin kwamen in concentratiekampen om. Alleen haar dochter, die wel naar Cuba was gegaan, overleefde de oorlog.

## Werk
- Het hol van Kaan, 1919
- Casa Bianca, 1921
- Tine Durie, 1922
- Mies Demming, 1925
- In het gareel, 1928
- Het lichtend verschiet, 1929
- Confetti, 1930 (Met Cissy van Marxveldt)
- Contrasten, 1931
- Wending, 1932
- Wisselend getij, 1934
- Naar sneeuw en zon, 1935
- Het geitenweitje, 1938
- Het muizennest, 1939
- We slaan er ons door, 1939

- Digitale Bibliotheek voor de Nederlandse Letteren: beli002